# Riscle
Riscle (Riscla en gascon) est une commune française située dans le département du Gers en région Occitanie.

## Géographie

### Localisation
Riscle est une commune de Gascogne située sur l'Adour et sur l'ancienne route nationale 135 entre Barcelonne-du-Gers et Maubourguet (actuellement D 935), elle fait partie du vignoble des Côtes-de-Saint-Mont et comprend quatre hameaux : Constance, Hitaous, les Barthères et Balembitz.

### Communes limitrophes
Depuis 2019, la commune est limitrophe du département des Hautes-Pyrénées.
Les communes limitrophes sont Cahuzac-sur-Adour, Izotges, Maulichères, Maumusson-Laguian, Saint-Mont, Sarragachies, Tarsac, Viella, Saint-Lanne et Goux.
| Tarsac     | Maulichères       | Sarragachies, Izotges               |
| Saint-Mont | Riscle            | Cahuzac-sur-Adour                   |
| Viella     | Maumusson-Laguian | Goux, Saint-Lanne (Hautes-Pyrénées) |

### Géologie et relief
Riscle se situe en zone de sismicité 2 (sismicité faible).

### Hydrographie

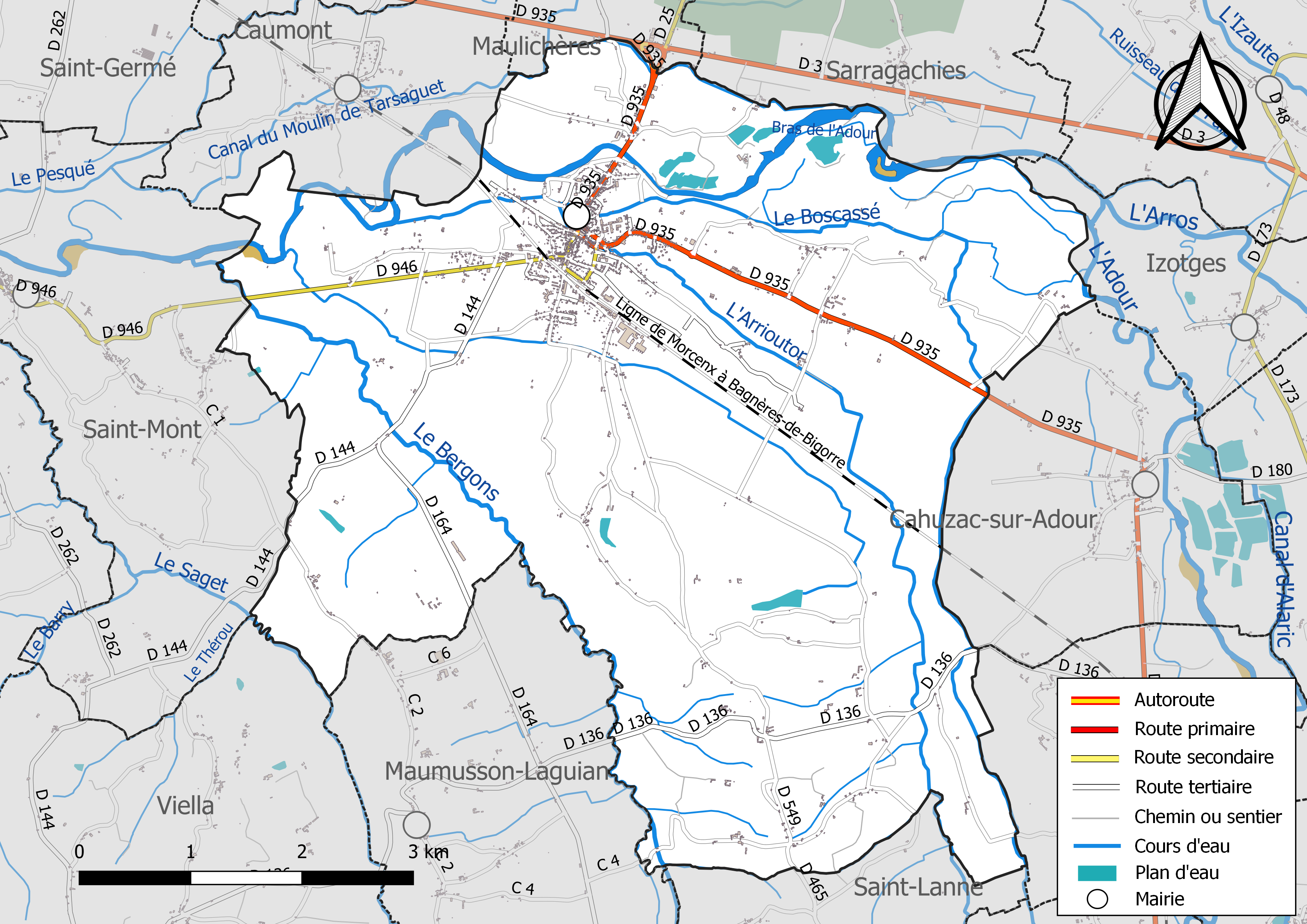
Réseaux hydrographique et routier de Riscle.

La commune est dans le bassin de l'Adour, au sein du bassin hydrographique Adour-Garonne. Elle est drainée par l'Adour, le Bergons, l'Arrioutor, le Boscassé, le Saget, Canal du Moulin de Tarsaguet, le ruisseau de la Palue, un bras de l'Adour, un bras de l'Adour et par divers petits cours d'eau, qui constituent un réseau hydrographique de 50 km de longueur totale,.
L'Adour, d'une longueur totale de 308,8 km, prend sa source dans la commune d'Aspin-Aure et s'écoule vers le nord. Il traverse la commune et se jette dans le golfe de Gascogne à Bayonne, après avoir traversé 118 communes.
Le Bergons, d'une longueur totale de 25,1 km, prend sa source dans la commune de Moncaup et s'écoule vers le nord. Il traverse la commune et se jette dans l'Adour à Saint-Mont, après avoir traversé 9 communes.
L'Arrioutor, d'une longueur totale de 11,8 km, prend sa source dans la commune de Saint-Lanne et s'écoule du sud vers le nord puis le nord-ouest. Il traverse la commune et se jette dans l'Adour sur le territoire communal, après avoir traversé 3 communes.
Le Boscassé, d'une longueur totale de 14,1 km, prend sa source dans la commune de Castelnau-Rivière-Basse et s'écoule vers le nord. Il traverse la commune et se jette dans l'Arrioutor sur le territoire communal, après avoir traversé 5 communes.
Le Saget, d'une longueur totale de 18,7 km, prend sa source dans la commune de Crouseilles et s'écoule vers le nord. Il traverse la commune et se jette dans l'Adour à Saint-Mont, après avoir traversé 10 communes.

### Climat
Pour des articles plus généraux, voir Climat de l'Occitanie et Climat du Gers.
En 2010, le climat de la commune est de type climat océanique altéré, selon une étude s'appuyant sur une série de données couvrant la période 1971-2000. En 2020, Météo-France publie une typologie des climats de la France métropolitaine dans laquelle la commune est toujours exposée à un climat océanique altéré et est dans la région climatique  Aquitaine, Gascogne, caractérisée par une pluviométrie abondante au printemps, modérée en automne, un faible ensoleillement au printemps, un été chaud (19,5 °C), des vents faibles, des brouillards fréquents en automne et en hiver et des orages fréquents en été (15 à 20 jours).
Pour la période 1971-2000, la température annuelle moyenne est de 12,9 °C, avec une amplitude thermique annuelle de 14,8 °C. Le cumul annuel moyen de précipitations est de 963 mm, avec 10,8 jours de précipitations en janvier et 7 jours en juillet. Pour la période 1991-2020, la température moyenne annuelle observée sur la station météorologique la plus proche, située sur la commune de Maumusson-Laguian à 5 km à vol d'oiseau, est de 14,1 °C et le cumul annuel moyen de précipitations est de 1 021,5 mm,. Pour l'avenir, les paramètres climatiques de la commune estimés pour 2050 selon différents scénarios d'émission de gaz à effet de serre sont consultables sur un site dédié publié par Météo-France en novembre 2022.

## Urbanisme

### Typologie
Au 1er janvier 2024, Riscle est catégorisée bourg rural, selon la nouvelle grille communale de densité à sept niveaux définie par l'Insee en 2022.
Elle est située hors unité urbaine et hors attraction des villes,.

### Voies de communication et transports
La ville est traversée par le D 935 allant de Tarbes à Aire-sur-l'Adour. Au Nord l'accès se fait par la D 3 qui continue vers Plaisance et Marciac.
La ligne 961 du réseau liO relie la commune à Tarbes et à Mont-de-Marsan.

### Risques majeurs
Le territoire de la commune de Riscle est vulnérable à différents aléas naturels : météorologiques (tempête, orage, neige, grand froid, canicule ou sécheresse), inondations et séisme (sismicité faible). Il est également exposé à deux risques technologiques,  le transport de matières dangereuses et la rupture d'une digue. Un site publié par le BRGM permet d'évaluer simplement et rapidement les risques d'un bien localisé soit par son adresse soit par le numéro de sa parcelle.

#### Risques naturels
Certaines parties du territoire communal sont susceptibles d’être affectées par le risque d’inondation par débordement de cours d'eau, notamment l'Adour, le Bergons, l'Arrioutor, le Boscassé et le Saget. La cartographie des zones inondables en ex-Midi-Pyrénées réalisée dans le cadre du XIe Contrat de plan État-région, visant à informer les citoyens et les décideurs sur le risque d’inondation, est accessible sur le site de la DREAL Occitanie. La commune a été reconnue en état de catastrophe naturelle au titre des dommages causés par les inondations et coulées de boue survenues en 1983, 1992, 1999, 2000, 2009 et 2020,.

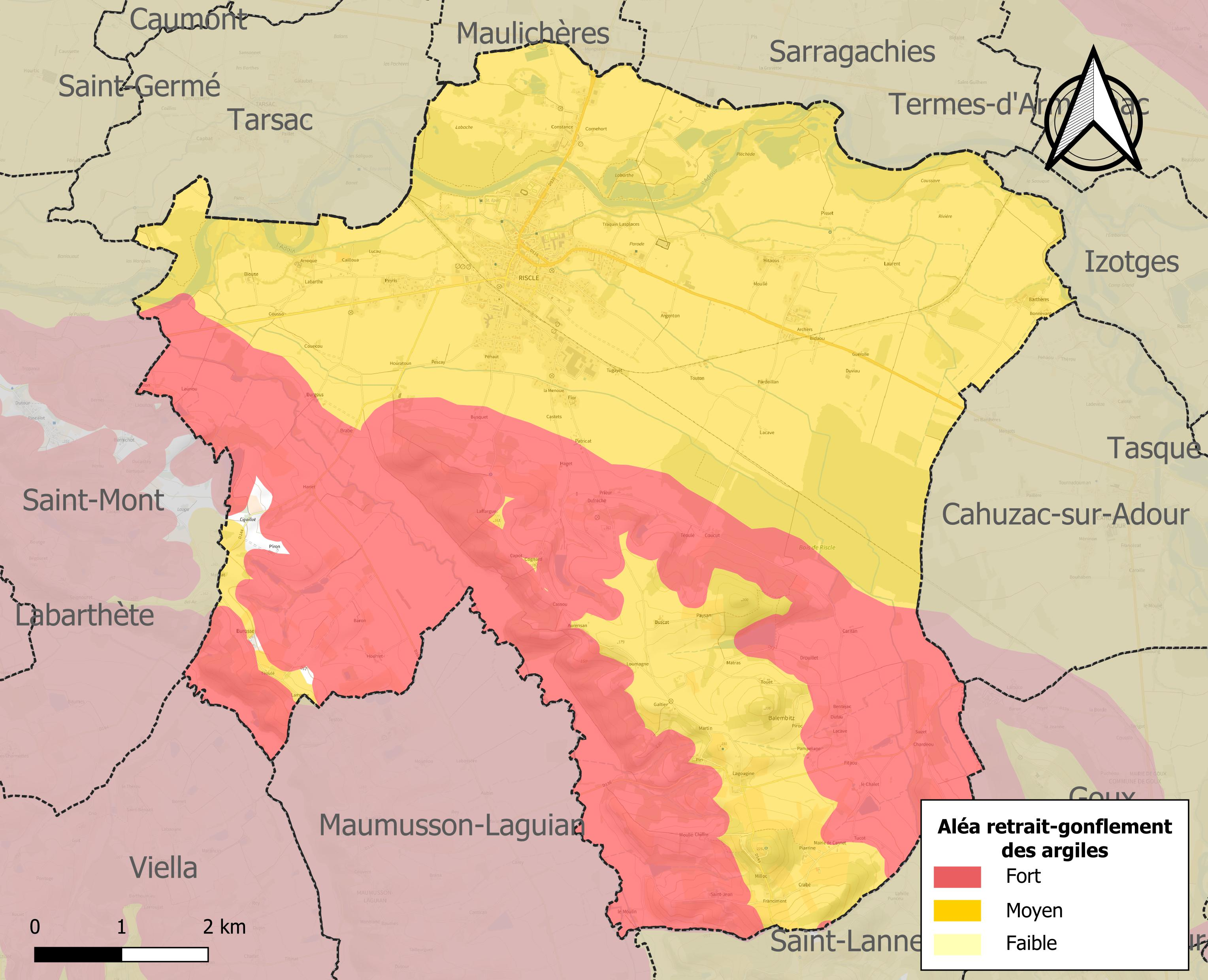
Carte des zones d'aléa retrait-gonflement des sols argileux de Riscle.

Le retrait-gonflement des sols argileux est susceptible d'engendrer des dommages importants aux bâtiments en cas d’alternance de périodes de sécheresse et de pluie. 99,7 % de la superficie communale est en aléa moyen ou fort (94,5 % au niveau départemental et 48,5 % au niveau national). Sur les 933 bâtiments dénombrés sur la commune en 2019, 929 sont en aléa moyen ou fort, soit 100 %, à comparer aux 93 % au niveau départemental et 54 % au niveau national. Une cartographie de l'exposition du territoire national au retrait gonflement des sols argileux est disponible sur le site du BRGM,.
Par ailleurs, afin de mieux appréhender le risque d’affaissement de terrain, l'inventaire national des cavités souterraines permet de localiser celles situées sur la commune.
Concernant les mouvements de terrains, la commune a été reconnue en état de catastrophe naturelle au titre des dommages causés par la sécheresse en 1989 et 2002 et par des mouvements de terrain en 1999.

#### Risques technologiques
Le risque de transport de matières dangereuses sur la commune est lié à sa traversée par des infrastructures routières ou ferroviaires importantes ou la présence d'une canalisation de transport d'hydrocarbures. Un accident se produisant sur de telles infrastructures est en effet susceptible d’avoir des effets graves au bâti ou aux personnes jusqu’à 350 m, selon la nature du matériau transporté. Des dispositions d’urbanisme peuvent être préconisées en conséquence.
Des digues sont présentes sur le territoire communal. En cas de destruction partielle ou totale de l'une d'entre elles soit par surverse, soit par effet de renard, soit par affouillement de sa base, soit par rupture d'ensemble progressive ou brutale, des dégâts importants peuvent être occasionnés aux habitations et personnes situées sur le parcours de l'onde de submersion. Le risque est en principe pris en compte dans les documents d'urbanisme. Il n'existe par contre pas de système d'alerte en cas de rupture de digue.

## Toponymie
Traversée par l'Adour, Riscle devrait son nom au risclo, une pratique de pêche ancienne qui consiste à capturer le poisson en barrant les cours d'eau avec des pierres.
En gascon, en dialecte du Gers, riscle désigne la « caisse de meule à farine » d'un moulin.
De simple castelnau érigé au XIe siècle, Riscle devient une cité importante à la fin du Moyen Âge grâce à ses marchés et à ses foires et à l'importance de son agriculture, toujours prospère aujourd'hui.

## Histoire
L'histoire de Riscle remonte au IXe siècle, date de la construction de la première église édifiée à « La Roque ». Le bourg féodal se groupa autour de celle-ci avec le château. Plus tard, après XIe siècle, il y eut à Riscle un hôpital, un couvent et cinq églises. On pénétrait dans la ville par six portes. La cité échappa aux Anglais qui menaçaient de la détruire. Een 1569, le couvent de la Merci fut saccagé par les troupes protestantes de Montmorency. En 1594, le comté de Riscle fut confié par Henri IV à la famille de Podenas. En 1651, la seigneurie de Riscle est possédée par le prince de Condé qui l'afferme à un bourgeois.
D'importantes inondations en 1737 causèrent de « grands désastres ». Aux XVIIIe et XIXe siècles, on reconstruisit et on développa Riscle qui finit de se transformer et de se moderniser durant la période allant de 1871 à 1910 : hôtel de ville, halle aux grains, marché couvert, école, lavoirs mais aussi éclairage public électrique et amélioration notable du réseau vicinal. En 1930, un pont suspendu métallique fut construit sur l'Adour, mais en août 1944 les maquisards le firent sauter et il faudra plus de huit ans pour le rebâtir. Il a été rénové en 2001.
Le 1er janvier 2019, Cannet est absorbée par Riscle à la suite d'un arrêté préfectoral du 19 décembre 2018.

## Politique et administration

### Administration municipale
Le conseil municipal de Riscle comprend 19 conseillers municipaux dont le maire.

### Liste des maires
| Période                                  | Période    | Identité                   | Étiquette   | Qualité                  |
| ---------------------------------------- | ---------- | -------------------------- | ----------- | ------------------------ |
| Les données manquantes sont à compléter. |            |                            |             |                          |
| 1801                                     |            | Joseph Dutilh              |             |                          |
| 1804                                     |            | Raymond Dufaur De Montfort |             |                          |
| 1811                                     |            | Jean-baptiste Magenc       |             |                          |
| 1816                                     |            | Louis Mombet               |             |                          |
| 06-1821                                  |            | Jean Pouts                 |             |                          |
| 06-1826                                  | 05-11-1853 | Louis Mombet               |             |                          |
| 11-1853                                  |            | Hypolite Labat             |             |                          |
| 28-02-1854                               |            | Daudirac                   |             |                          |
| 07-07-1855                               |            | Jean Daudirac              |             |                          |
| 11-09-1865                               |            | Pierre Frédéric Laterrade  |             |                          |
| 09-06-1867                               |            | Antonin Gehe               |             |                          |
| 10-03-1881                               |            | Fabien Soubiran            |             |                          |
| 30-04-1882                               |            | Antonin Gehe               |             |                          |
| 11-02-1894                               |            | Jean Ignace Loumaigne      |             |                          |
| 04-09-1910                               |            | Félix Busquet              |             |                          |
| 13-03-1914                               |            | Ferdinand Laurens          |             |                          |
| 17-05-1925                               | 1959       | Sylvain Loumaigne          | Radical     | Conseiller général       |
| 1959                                     | 1978       | Raoul Demandes             | Radical-UDF | Conseiller général       |
| 1978                                     | 1989       | Claude Dayre               |             |                          |
| mars 1989                                | 2008       | Jean-Claude Eugène.        | DVD         | Conseiller général       |
| mars 2008                                | 2014       | Guy Darrieux               | PS          | Conseiller général       |
| mars 2014                                | En cours   | Christophe Terrain         | UDI         | Conseiller départemental |

### Jumelage
- Murchante (Espagne) depuis 2007

## Population et société

### Démographie
| 1793  | 1800  | 1806  | 1821  | 1831  | 1841  | 1846  | 1851  | 1856  |
| ----- | ----- | ----- | ----- | ----- | ----- | ----- | ----- | ----- |
| 1 500 | 1 150 | 1 366 | 1 591 | 1 734 | 1 716 | 1 741 | 1 816 | 1 852 |

| 1861  | 1866  | 1872  | 1876  | 1881  | 1886  | 1891  | 1896  | 1901  |
| ----- | ----- | ----- | ----- | ----- | ----- | ----- | ----- | ----- |
| 2 010 | 1 803 | 1 752 | 1 808 | 1 840 | 1 867 | 1 916 | 1 848 | 1 769 |

| 1906  | 1911  | 1921  | 1926  | 1931  | 1936  | 1946  | 1954  | 1962  |
| ----- | ----- | ----- | ----- | ----- | ----- | ----- | ----- | ----- |
| 1 782 | 1 794 | 1 711 | 1 677 | 1 732 | 1 743 | 1 645 | 1 512 | 1 679 |

| 1968  | 1975  | 1982  | 1990  | 1999  | 2006  | 2007  | 2012  | 2017  |
| ----- | ----- | ----- | ----- | ----- | ----- | ----- | ----- | ----- |
| 1 845 | 1 841 | 1 867 | 1 778 | 1 675 | 1 700 | 1 701 | 1 710 | 1 830 |

| 2022  | - | - | - | - | - | - | - | - |
| ----- | - | - | - | - | - | - | - | - |
| 1 643 | - | - | - | - | - | - | - | - |

### Enseignement
Le village possède : 
- une école maternelle publique ;
- une école élémentaire publique ;
- un collège, le Collège du Val d'Adour ;
- un lycée professionnel agricole, spécialisé dans la filière viticole et possédant sa propre exploitation, le Domaine de Peyris, où sont élaborés des vins côtes-de-gascogne et du floc[40].

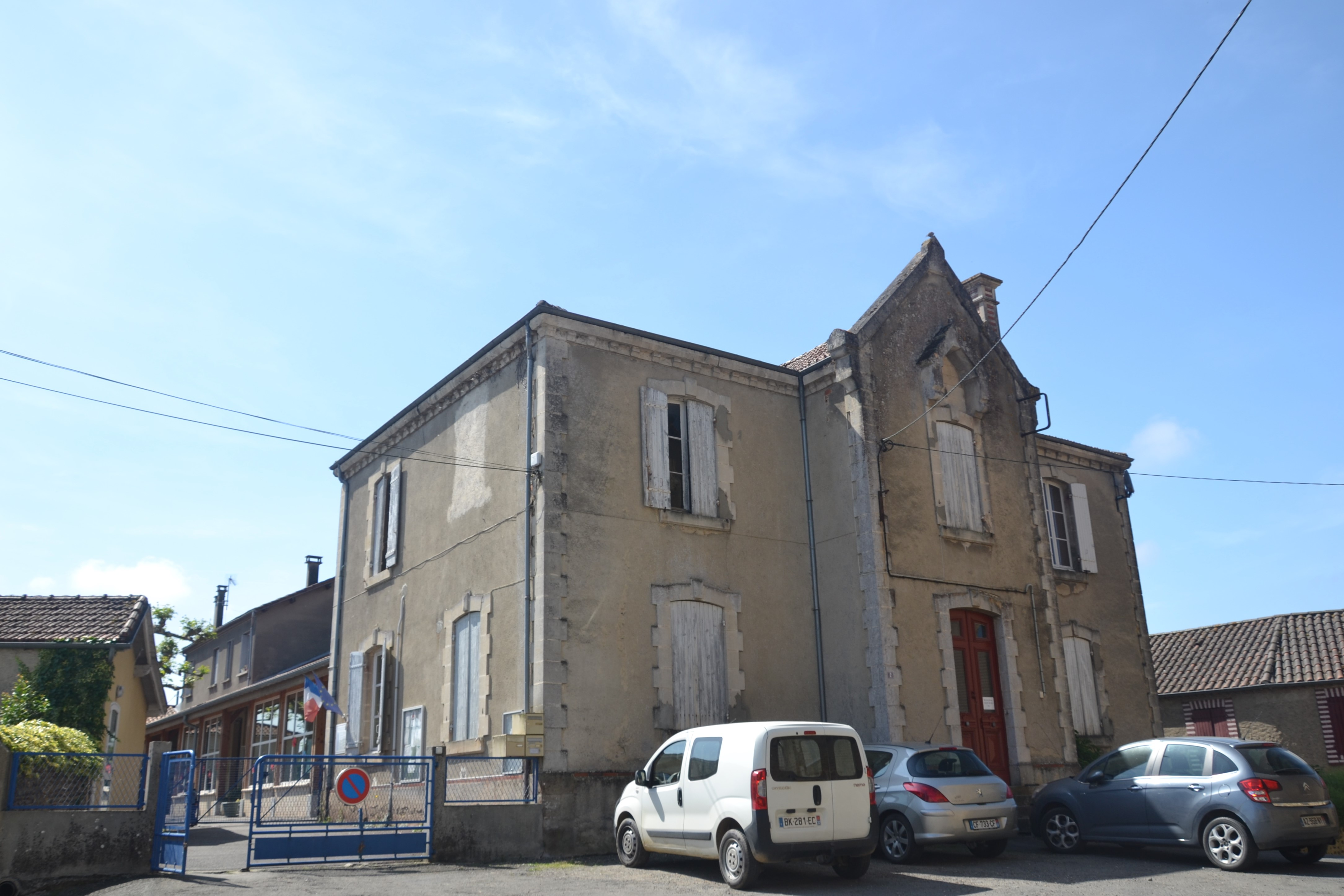
École de Riscle.
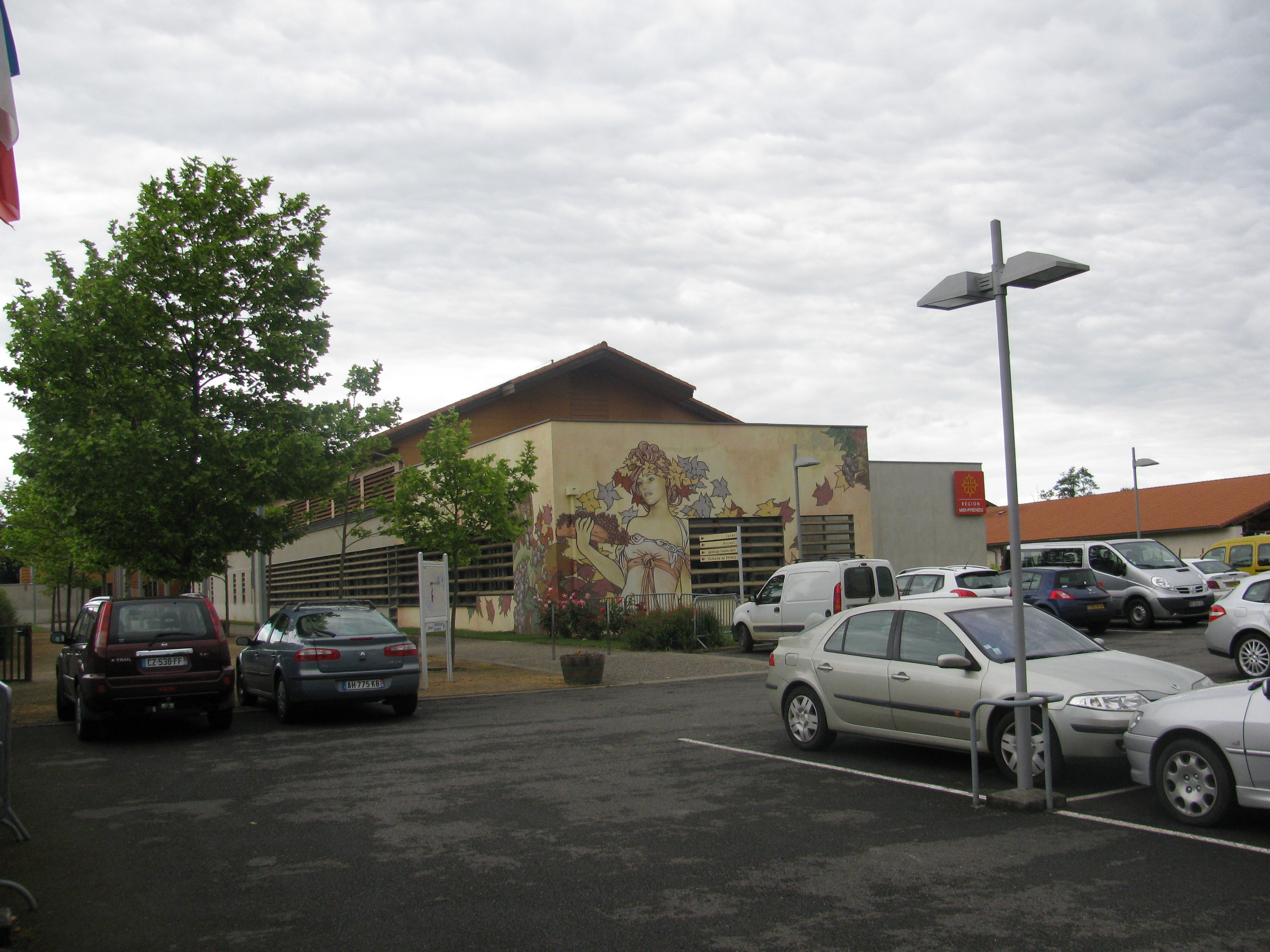
Lycée vinicole de Riscle.

### Manifestations culturelles et festivités
- Fête des fleurs, tous les jeudis de l'Ascension depuis plus de 100 ans[41].
- Festival spirale à Riscle, festival consacré au spectacle vivant sous toutes ces formes. Le théâtre Spirale propose également une programmation à l'année.
- Fêtes locales, le premier weekend d'août, avec course landaise, corrida et novillada.
- Visites accompagnées, stages, ateliers... tout au long de l'année avec l'écocentre Pierre et Terre.
- La foire du 11 Novembre.

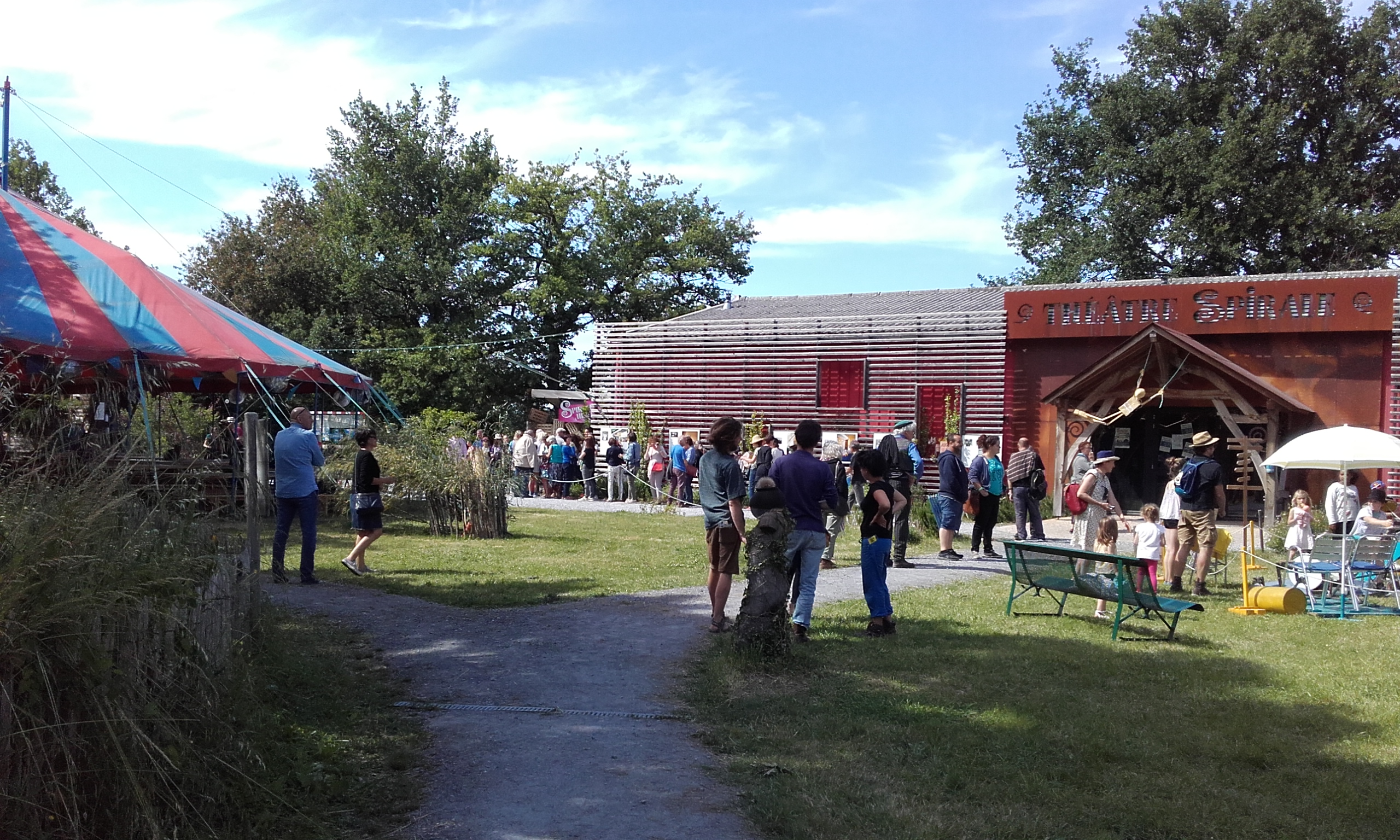
Spirale à Riscle
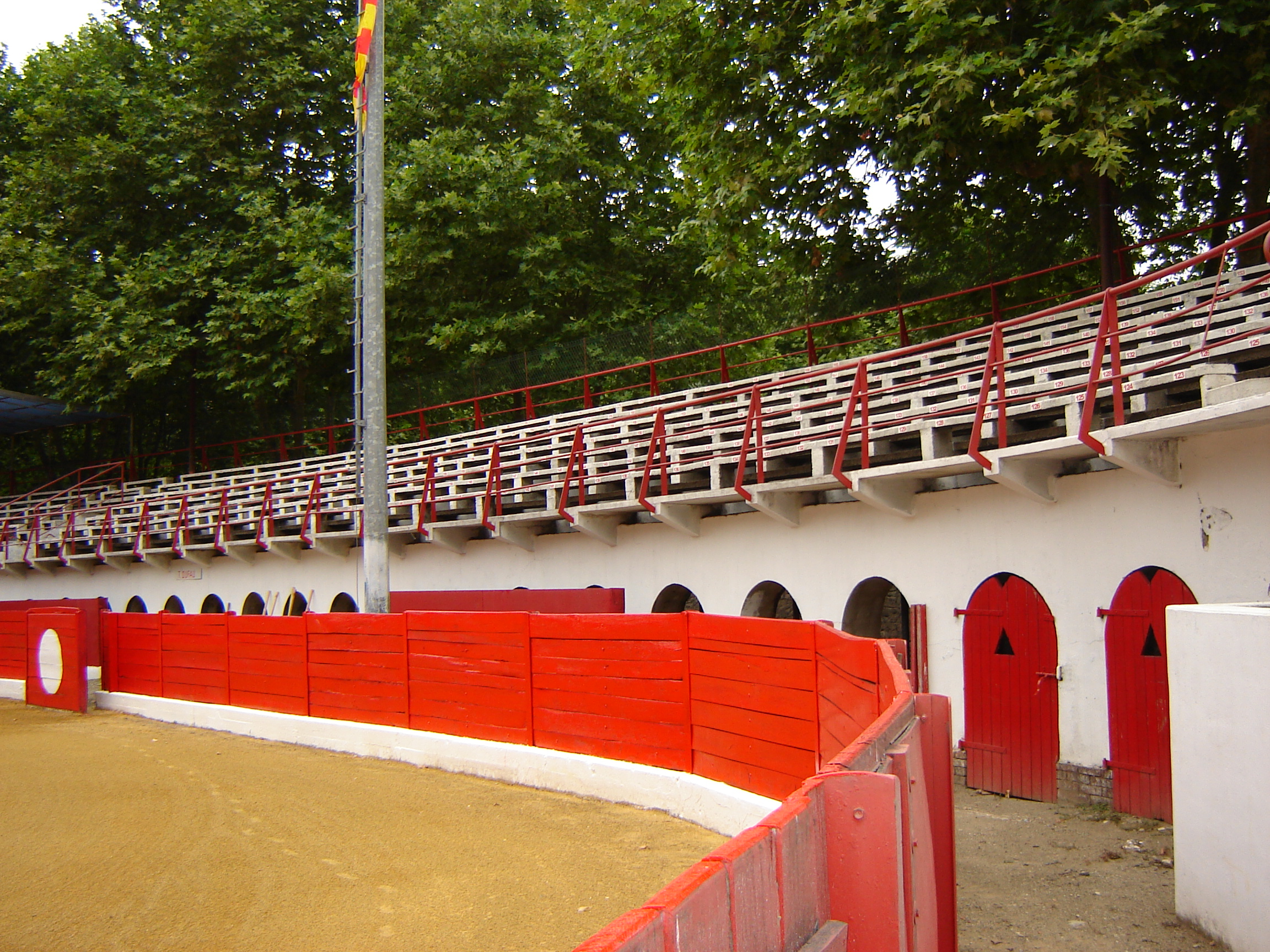
Arènes
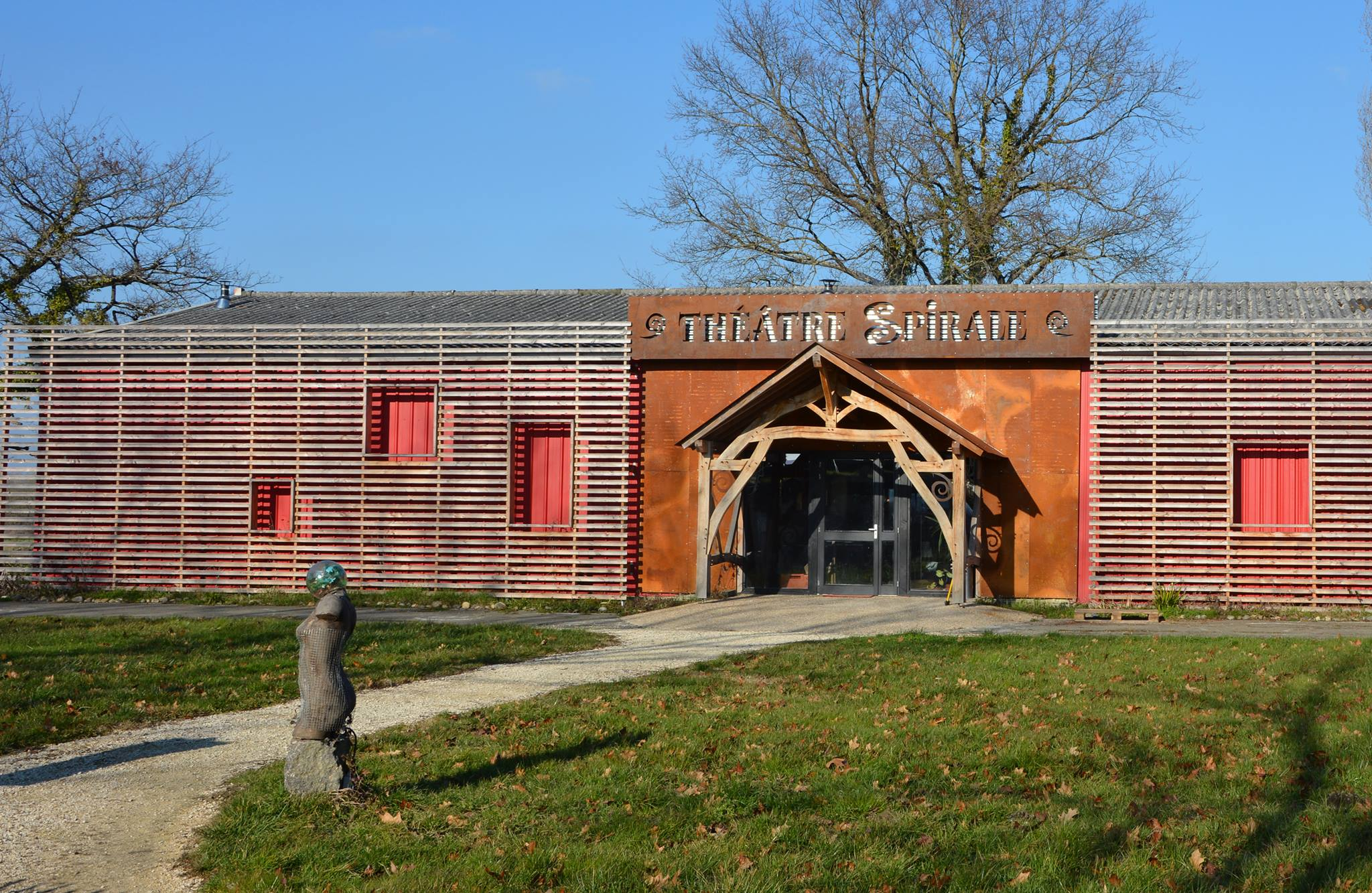
Spirale
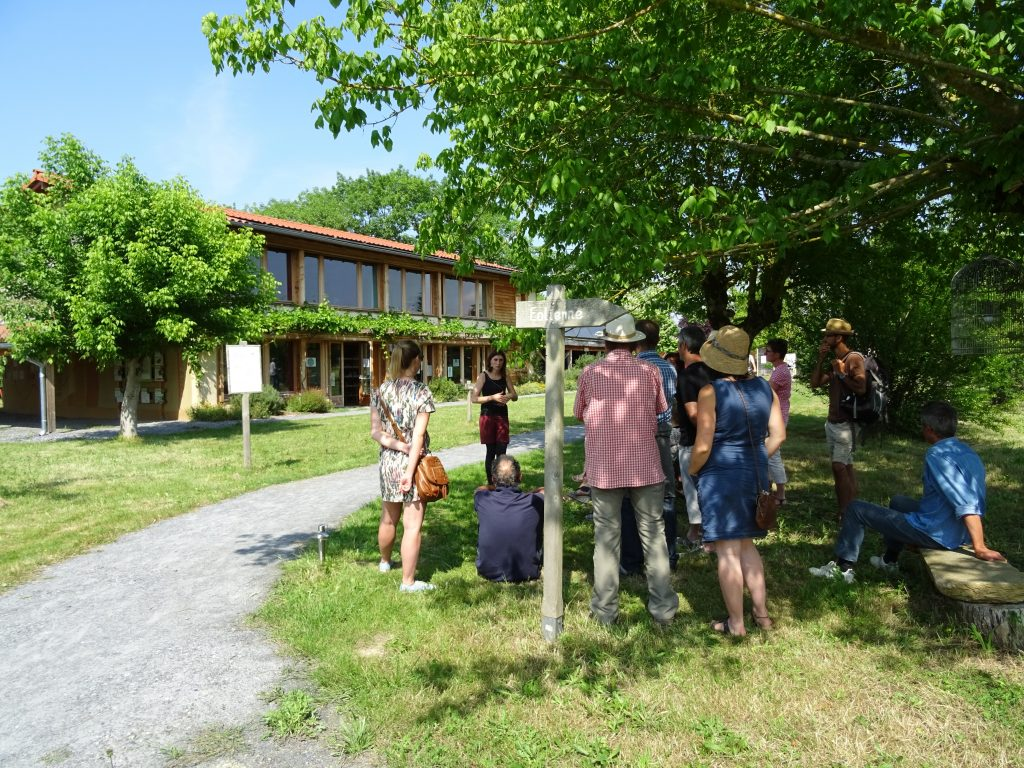
Visite à Pierre et Terre

### Santé
Le village compte plusieurs professionnels de santé : médecin, pharmacies, dentistes.
Les hôpitaux les plus proches se situent à Tarbes et à Mont-de-Marsan. Une polyclinique existe à Aire-sur-l'Adour.

### Sports
Rugby à XV
La Jeunesse sportive riscloise, créée en 1909,. 
Riscle est la plus petite commune à avoir abrité un club de première division en 1989.
Le club est :
- Champion de France Honneur en 2015
  - Finaliste en 1999
- Champion de France de 4e série en 1955
- A évolué dans le championnat de France de 2e division fédérale lors de la saison 2011-2012 et dispute le Championnat de France de rugby à XV de 3e division fédérale 2020-2021.

Football
Le Football club Risclois qui a évolué dans le championnat de 1re division de district lors de la saison 2008-2009.
Basket-ball
JSR Basket
- Le sentier de l'Adour passe sur la commune.

## Économie
- Viticulture : côtes-de-saint-mont (AOVDQS) et côtes-de-Gascogne.
- Pisciculture : les Esturgeons de l'Adour
- Coopératives agricoles : Vivadour (221 millions de chiffre d'affaires) et Acteo (152 millions de chiffre d'affaires).

## Tourisme

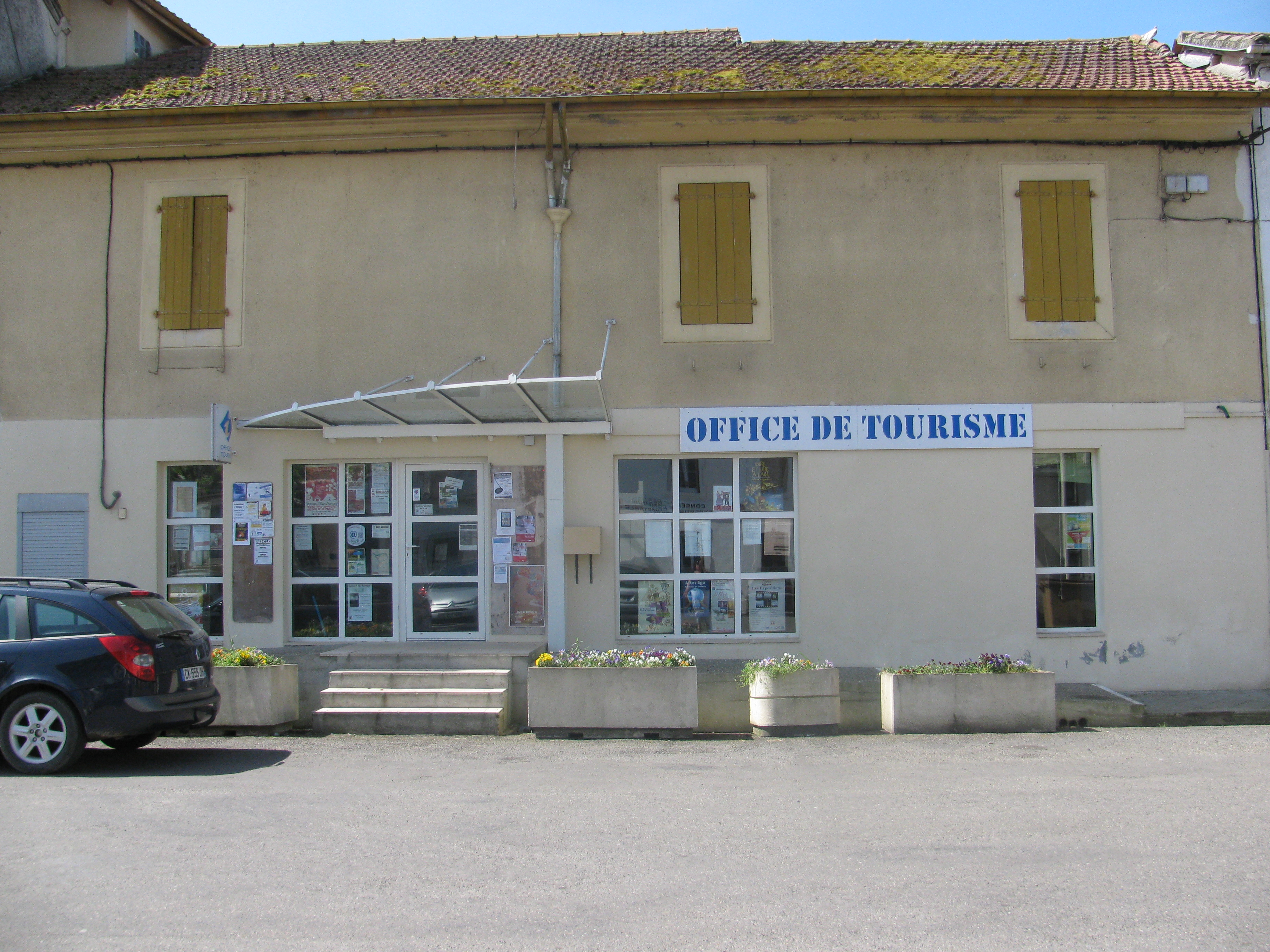
Office du tourisme de Riscle

La compétence touristique de la commune est gérée par l’Office de Tourisme Cœur Sud-Ouest dont le siège social est au Pays du Val d’Adour à Maubourguet. Riscle possède un bureau d'information touristique (B.I.T.) ouvert de mars à fin novembre.
L’attractivité touristique de Riscle est basée essentiellement sur sa proximité avec les vignobles AOC de saint-mont, madiran et côtes-de-gascogne.

## Culture locale et patrimoine

### Monuments

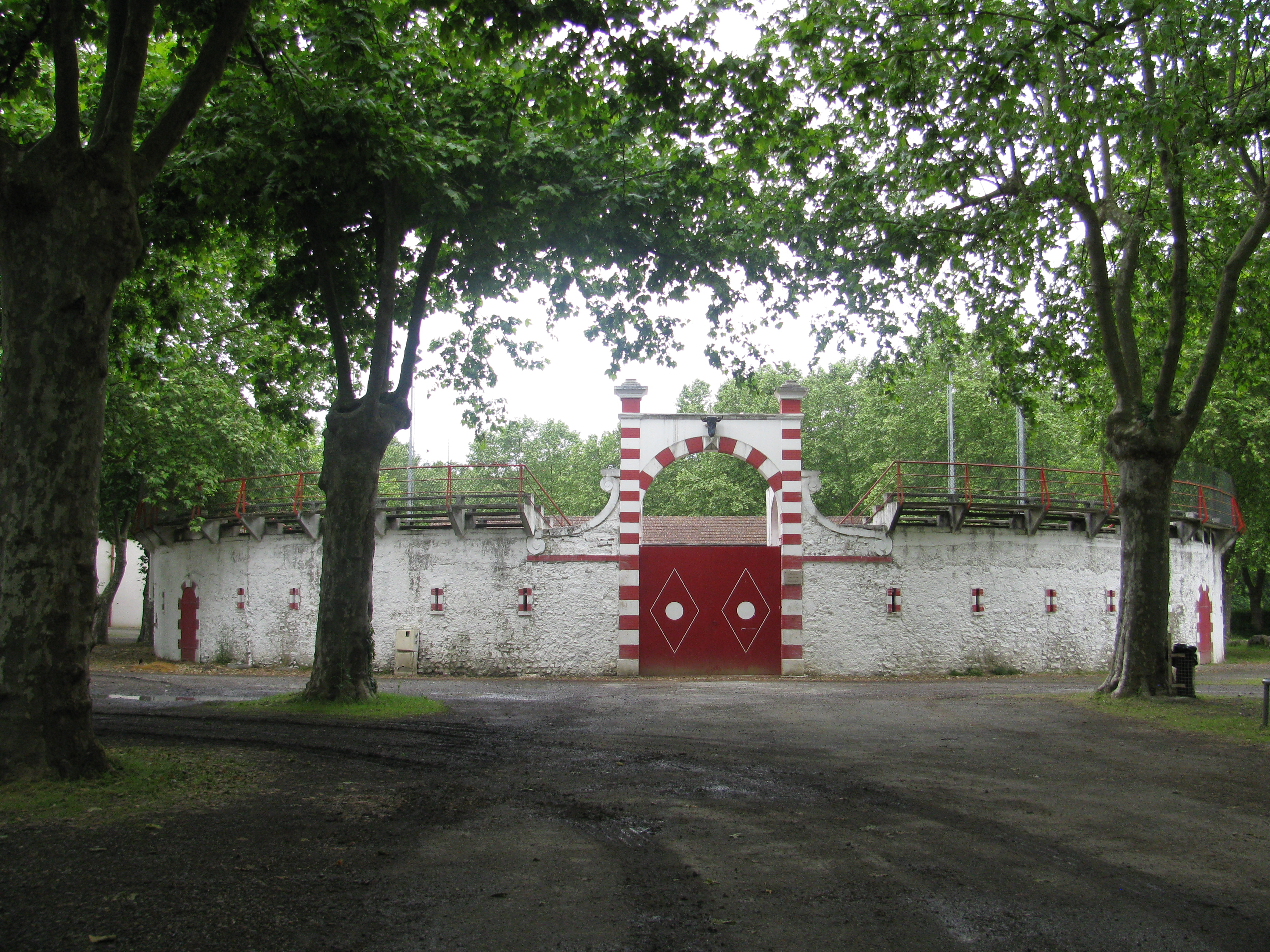
Riscle - Arènes

- Église Saint-Pierre : édifice gothique du XIIe siècle.  Classé MH (1974)
- Chapelle de Riscle.
- Pont suspendu.
- Arènes Jean-Pierre Longepée.
- Couvent de la Merci.
- Plusieurs lavoirs.

### Lieux
- Écocentre Pierre et Terre, sensibilise à l'éco-habitat.
- Petit théâtre spirale.
- Médiathèque

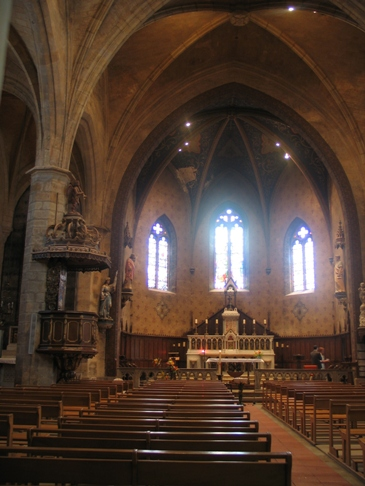
La nef et le chœur de l'église
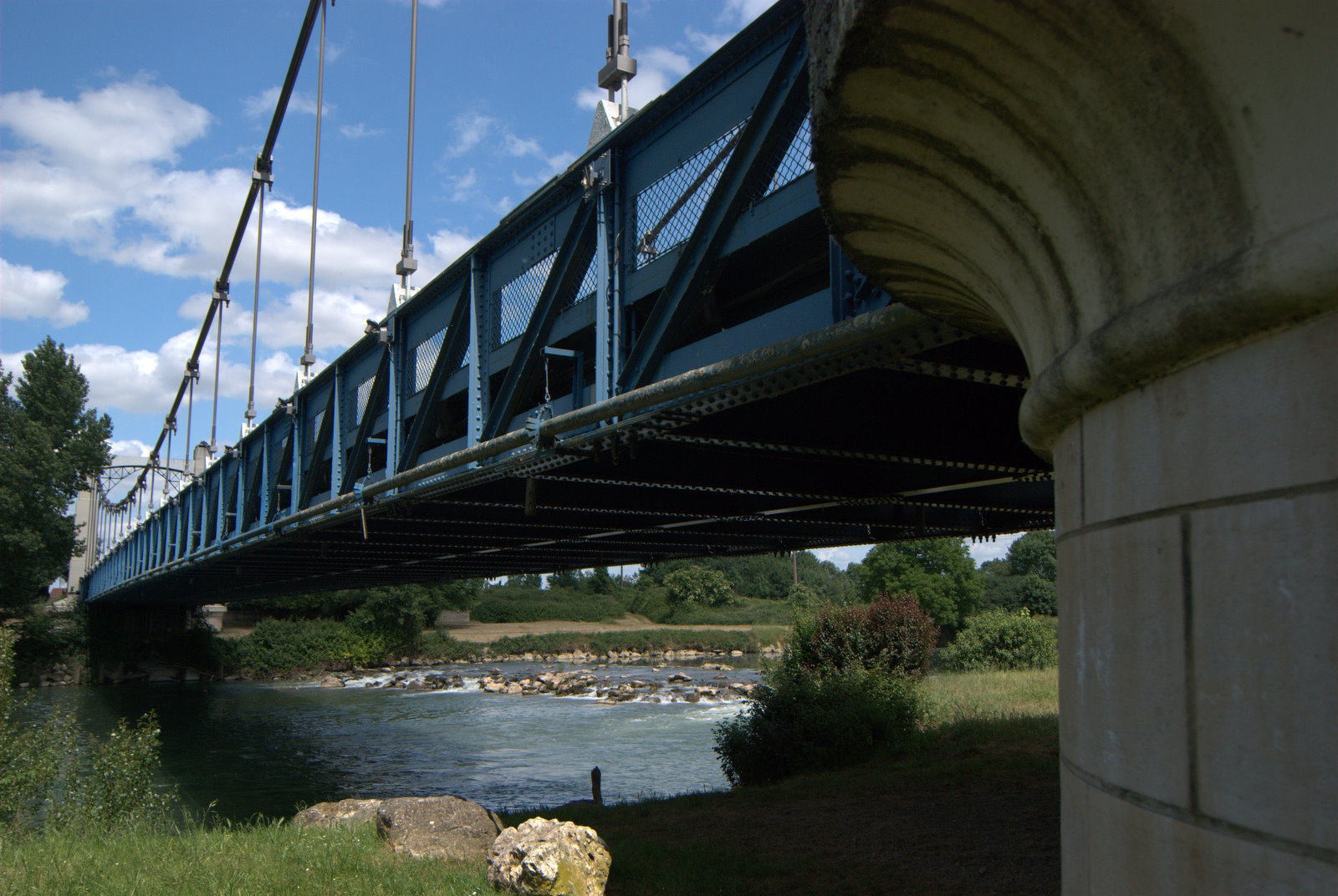
Le pont suspendu
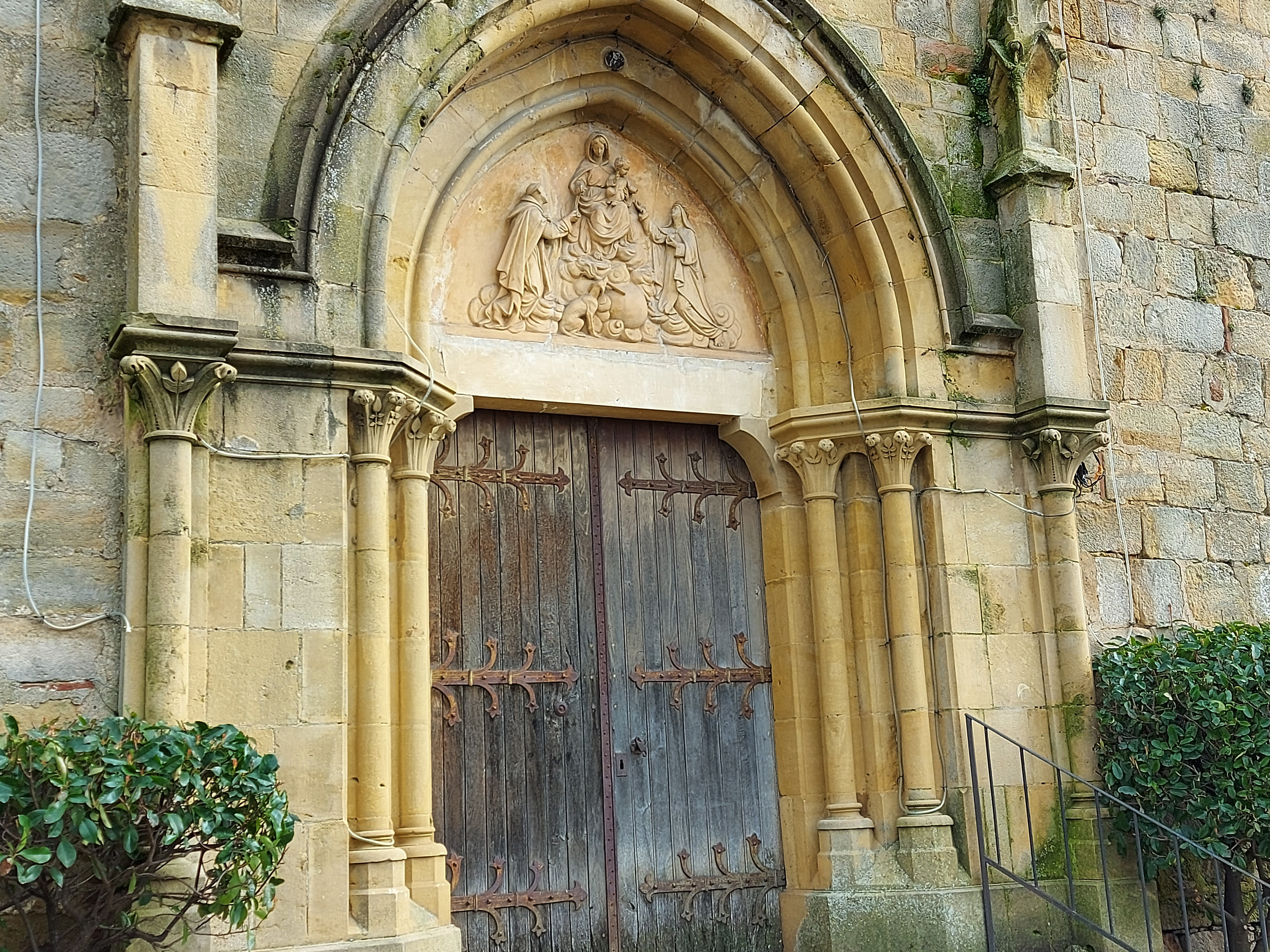
La porte de l'église
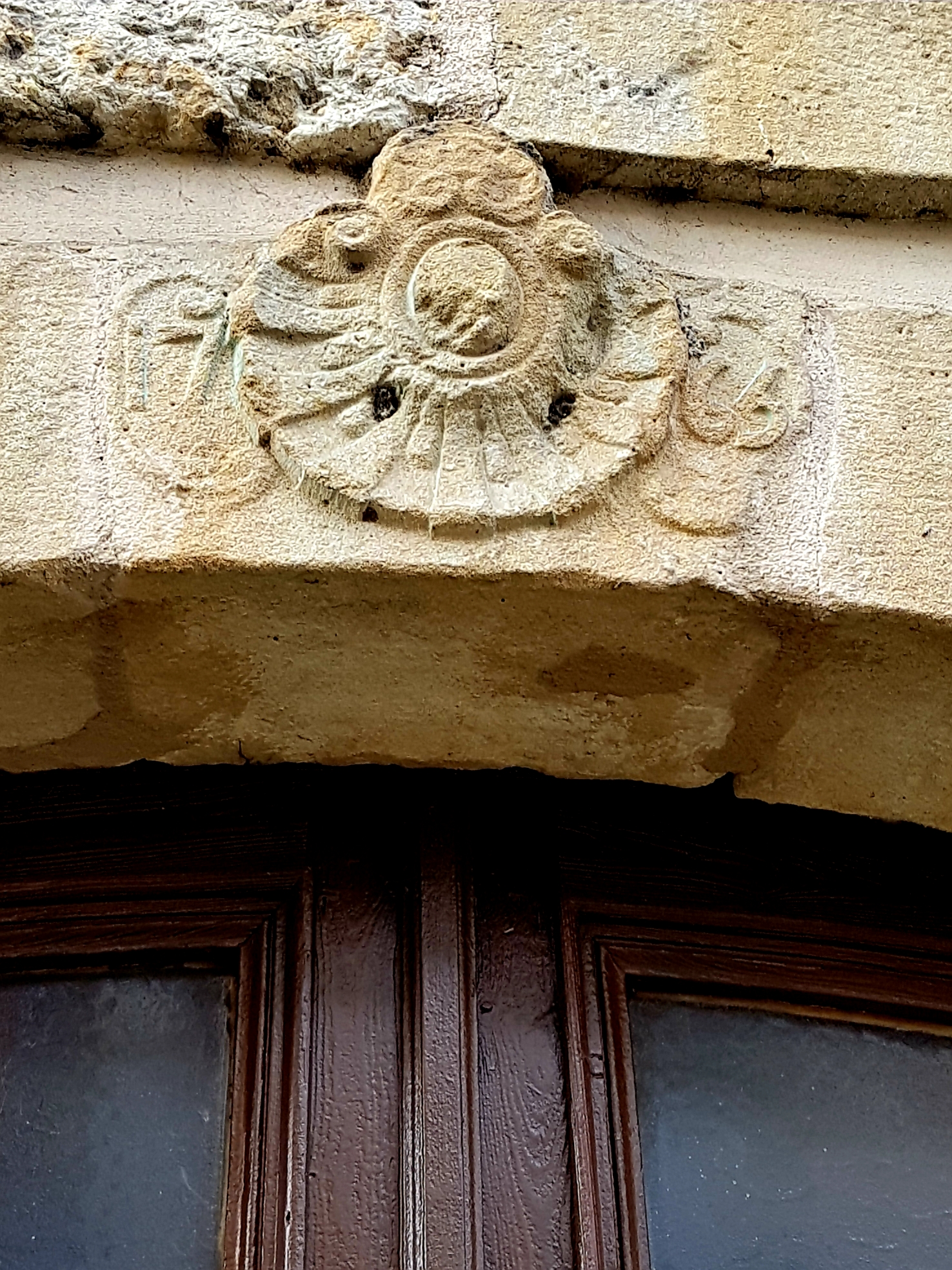
Détail d'une maison
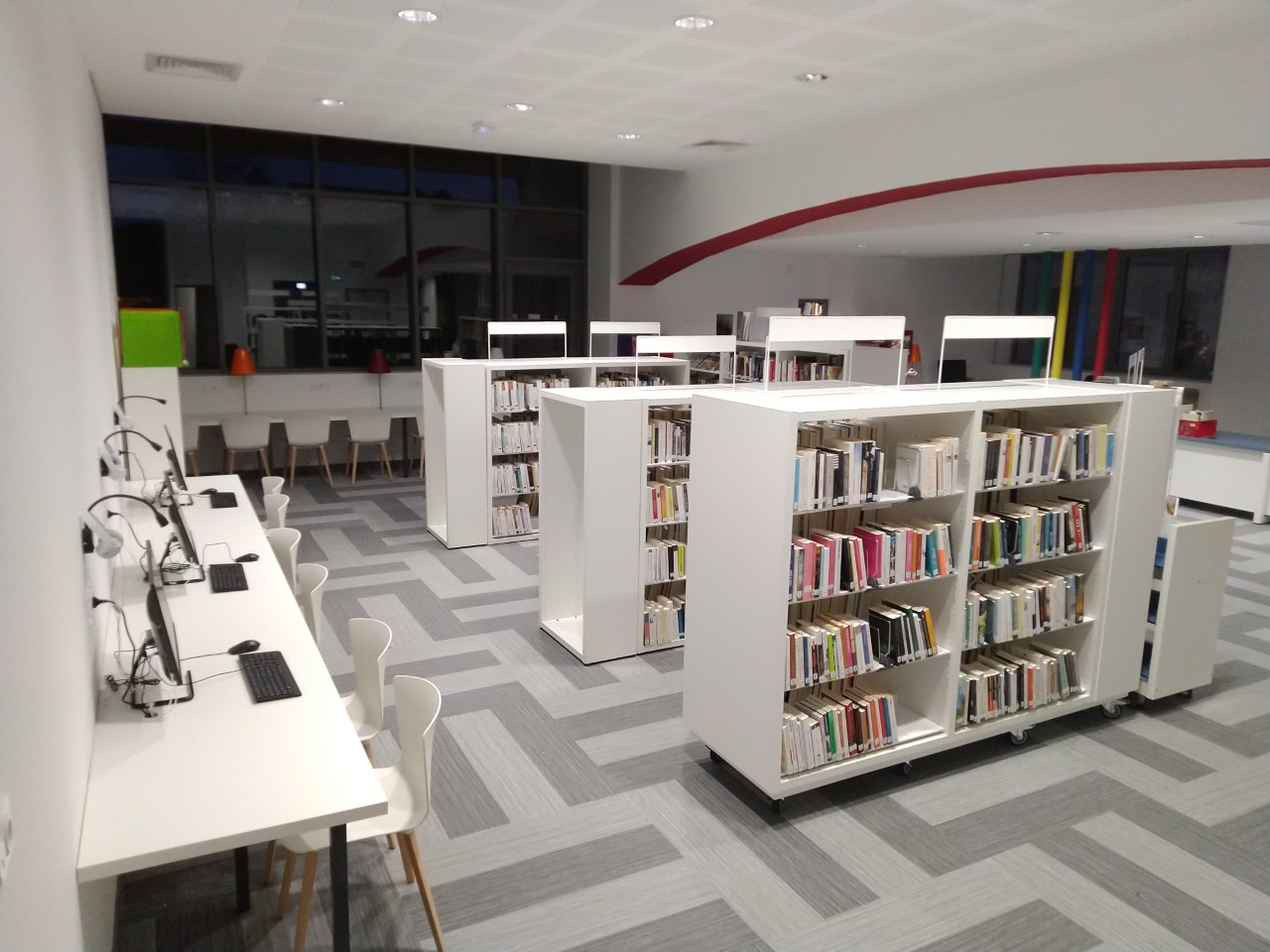
Médiathèque

### Personnalités liées à la commune
- Roger Ferrien (1924-) : joueur de rugby à XV né à Riscle ;
- Ludovic Courtade (1981-) : joueur de rugby à XV ayant grandi et débuté à Riscle.
- David Bortolussi (1981-) : joueur de rugby à XV.

### Héraldique
| Blason | Blasonnement : D'or aux trois fleurs de lys d'azur . |